# Metroul din Alger
Metroul din Alger (în arabă مترو الجزائر العاصمة, în Berbera: Adubrid en Dzayer, în franceză Métro d'Alger), din Alger, capitala Algeriei, este un sistem de metrou din anii 1970 care a fost conceput pentru a rezolva nevoia de transport în masă cauzată de creșterea orașului. Lansat oficial în anii '80, proiectul a încetinit din cauza dificultăților financiare și a problemelor de securitate din anii '90.

## Sistem
Cu o lungime de 9,2 kilometri (5,7 mi), prima secțiune a liniei 1 care s-a deschis a inclus zece stații, care face legătura între Tafourah și Grande Poste de Haï El Badr. Nouă din cele zece stații se află în subteran, cu două piste centrale, flancate de două platforme laterale de 115 metri. Doar stația terminală Haï El Badr este la suprafață și are trei piste și două platforme insulare.

### Stații
| Nume                    | Comunitate             | Deschis |
| ----------------------- | ---------------------- | ------- |
| Place des Martyrs       | Casbah of Algiers      | 2018    |
| Ali Boumendjel          | Alger Centre           | 2018    |
| Tafourah - Grande Poste | Alger Centre           | 2011    |
| Khelifa Boukhalfa       | Alger Centre           | 2011    |
| 1er Mai                 | Sidi M'Hamed           | 2011    |
| Aïssat Idir             | Sidi M'Hamed           | 2011    |
| Hamma                   | Belouizdad             | 2011    |
| Jardin d'essai          | Belouizdad             | 2011    |
| Les Fusillés            | Hussein Dey            | 2011    |
| Cité Amirouche          | Hussein Dey            | 2011    |
| Cité Mer et Soleil      | Hussein Dey            | 2011    |
| Haï El Badr             | El Magharia            | 2011    |
| Les Ateliers            | El Magharia            | 2018    |
| Gué de Constantine      | Djasr Kasentina        | 2018    |
| Ain Naadja              | Djasr Kasentina        | 2018    |
| Bachdjarah - Tennis     | Bachdjerrah            | 2015    |
| Bachdjarah              | Bachdjerrah / Bourouba | 2015    |
| El Harrach Gare         | Bourouba               | 2015    |
| El Harrach Centre       | El Harrach             | 2015    |

## Extensii
- Au fost lansate licitații pentru construcția unui tronson de 4 km între Bachdjarrah și El Harrach compus din 4 stații și un viaduct de 250 m deasupra drumului de acces la autostrada Ouchaïah Wadi. Acesta este deschis pentru serviciul public la 4 iulie 2015. Grupul Gaama care a desfășurat prima secțiune a cotat 250 de milioane de euro, inclusiv construcția unei stații multimodale (metrou / tren / taxiuri) în gara El Harrach. Alte două extensii la Linia 1 au avut o deschidere publică planificată în 2017:  o linie de ramură de la Haï El Badr la Aïn Naâdja. O prelungire la nord de la Tafourah Grande Poste până la Place des Martyrs

## Informații
|         | Metroul din Alger | Metroul din Alger                  | Metroul din Alger | Metroul din Alger |
| Statii  | Lungime (km)      | Milioane de oameni care au vizitat |                   |                   |
| ------- | ----------------- | ---------------------------------- | ----------------- | ----------------- |
|         | 19                | 18.2                               | 28                |                   |
| Rang    |                   |                                    |                   |                   |
| Algeria | 1                 | 1                                  | 1                 |                   |
| Africa  | 2                 | 2                                  | 2                 |                   |
| Pamant  | 135               | 148                                | 136               |                   |

## Legături externe
- Materiale media legate de Metroul din Alger la Wikimedia Commons|  | La Wikivoyage găsiți un ghid turistic despre Algiers |
- Interactive Algiers Metro Map
- Algiers Metro Arhivat în 6 februarie 2008, la Wayback Machine.
- L'Etablissement de Transport Urbain et Suburbain d’Alger (ETUSA)
- Siemens Transportation Systems - Algiers Metro
- Subways.net Algiers Metro Arhivat în 6 februarie 2013, la Wayback Machine.
- UrbanRail.Net – descriptions of all metro systems in the world, each with a schematic map showing all stations.